# 東松島市立大塩小学校
東松島市立大塩小学校（ひがしまつしましりつ おおしおしょうがっこう）は、宮城県東松島市大塩地区にある公立小学校。明治時代の創立という長い歴史を持つ。グリーンタウン矢本のはこの学校の学区に含まれる。校地内にある校木の高野槇と桜並木（大塩ふるさと夢桜）が有名。

## 沿革
- 1873年（明治6年） - 第7大区第2中学区第43番小学校「大窪小学校」と称し、清泰寺を仮校舎に開校。
- 1879年（明治12年） - 公立大窪小学校に改称。
- 1887年（明治20年） - 大窪尋常高等小学校に改称。
- 1889年（明治22年） - 深谷尋常高等小学校大窪分教場となる。
- 1896年（明治27年） - 大塩小学校に改称。
- 1923年（大正12年） - 高等科を併設。大塩尋常高等小学校に改称。
- 1927年（昭和2年） - 校旗制定。
- 1928年（昭和3年） - 「高野槇」を現在地に移植。
- 1929年（昭和4年） - 県下初の国旗掲揚塔を竣工。
- 1941年（昭和16年） - 国民学校令により、大塩国民学校に改称。
- 1947年（昭和22年） - 学制改革により、大塩村立大塩小学校に改称。
- 1955年（昭和30年）5月3日 - 合併により矢本町立大塩小学校に改称。
- 1959年（昭和34年） - 校歌制定。
- 1970年（昭和45年） - プール建設。
- 1972年（昭和47年） - 校舎新築。
- 1975年（昭和50年） - 校木「高野槇」を制定。
- 1987年（昭和62年） - 全日本学校環境緑化コンクール入選。
- 1988年（昭和63年） - 鼓笛隊新装。児童会の歌制定。
- 1990年（平成2年）「優良PTA」文部大臣より表彰、記念碑建立。
- 1992年（平成4年） - 傾斜面の花文字「大しお」完成。
- 1995年（平成7年） - プールサイド改修工事。
- 1996年（平成8年） - 校庭暗渠排水工事。
- 2002年（平成14年） - 講堂舞台幕新装。
- 2005年（平成17年）4月1日 - 合併により東松島市立大塩小学校に改称。
- 2008年（平成20年） - 図書室増築。
- 2009年（平成21年） - 車椅子用トイレ設置。
- 2010年（平成22年） - 心あったかイートころ運動開始。
- 2011年（平成23年） - 校舎耐震工事完了。
- 2013年（平成25年） - 防災倉庫設置。
- 2015年（平成27年） - 太陽光発電設備等設置。
- 2017年（平成29年） - コミュニティ・スクール指定。
- 2019年（令和元年） - 各教室にエアコン設置。
- 2020年（令和2年） - 学校裏山整備。GIGAスクール構想により、児童1人に1台のタブレット導入。
- 2021年（令和3年） - 裏山砂防堰堤工事開始
- 2022年（令和4年） - 緑の少年団結成。
- 2023年（令和5年） - 開校150周年記念事業（桜植樹・音楽コンサート等）実施。

## 所在地
宮城県東松島市大塩字中沢下5番地

## シンボル
- 校木：高野槇

## 設備
校舎は鉄筋コンクリート3階建て。講堂（体育館としても使用）とプールもある。

## 校地内
高野槇
樹齢800年を超える大木。
大塩ふるさと夢桜
ソメイヨシノの桜並木。
矢本平之助翁頌徳碑
初代大塩村長矢本平之助の頌徳碑。1949年建立。
矢本平之助翁胸像
頌徳碑の前にある。
水道記念碑
矢本平之助が1929年に簡易水道を作った際の記念碑。
禁酒興国記念塔
1929年の校舎増改築落成式の祝賀会を酒なしで行ったことを記念して矢本平之助が建立。
大樹三訓の碑（からまつの碑）
1928年の矢本平之助による高野槇の移植を讃えた碑。1966年建立。
大崎長治翁顕彰碑
講堂の建設資金を寄付した大崎長治を顕彰する碑。碑の上には胸像もある。講堂には肖像画が掲げられている。1976年建立。
コンクール受賞記念碑
学校環境緑化コンクール等の表彰が記録されている。1986年建立。
文部大臣賞受賞記念碑
優良PTAの文部大臣賞の受賞を記念して1991年に建立。当時の宮城県知事本間俊太郎の揮毫が彫られている。
この他、矢本平之助が寄付した奉安殿があったが、終戦直後に破却されている。

## 周辺
- 大塩郵便局 - 下記県道T字路交差点付近に所在
- 宮城県道204号河南鳴瀬線
- 宮城県道243号大塩小野停車場線
- 東松島市大塩地区体育館
- 太郎坊清水公園

## アクセス
学校周辺には、路線バス（コミュニティバス含む）などの公共交通機関は通っていない
- JR東日本仙石線・仙石東北ライン矢本駅から、徒歩約4.4km・約1時間10分。
- 三陸自動車道矢本ICから、車で約2.8km・約5分。
- なお、東松島市内には、『東松島市デマンドタクシー「らくらく号」』が運行されているが、利用は東松島市民か東松島市内に通勤・通学してる方に限られる。また、事前登録と利用時は事前予約が必要となる[1]。